# Parafia Matki Boskiej Częstochowskiej w Mirowie Starym
Parafia Matki Bożej Częstochowskiej w Mirowie Starym – jedna z 10 parafii rzymskokatolickich dekanatu wierzbickiego diecezji radomskiej. Prowadzą ją księża diecezjalni.

## Historia parafii
Parafia została erygowana w 1948 przez bp. Jana Kantego Lorka. Organizatorem parafii i budowniczym kaplicy, a potem kościoła był ks. Bonawentura Stachura. W 1959 pożar zniszczył częściowo kaplicę, która szybko została odbudowana. Kościół pw. Matki Bożej Częstochowskiej, według projektu arch. Władysława Pieńkowskiego z Warszawy, zbudowano w latach 1979–1985 wysiłkiem parafian pod kierunkiem ks. Bonawentury Stachury. Poświęcenia dokonał 27 października 1985 bp Edward Materski. Kościół jest zbudowany z żelazobetonu i cegły.

## Zasięg parafii
Do parafii należą wierni z następujących miejscowości: Mirów Nowy, Mirów Stary, Mirówek, Rogów, Zbijów Duży i Zbijów Mały.

## Proboszczowie
- 1948–1991 – ks. kan. Bonawentura Stachura
- 1991–2010 – ks. kan. Jan Dereń
- 2010–2022 – ks. kan. Grzegorz Stępień
- od 2022 – ks. Jan Godek